# گوچوجانگ
گوچوجانگ، یا خمیر فلفل قرمز یک چاشنی تخمیر شده با مزه، شیرین و تند است که از پودر چیلی، برنج چسبناک، پودر مژو (سویا تخمیر شده)، یوتگیروم (پودر مالت جو) و نمک تهیه شده‌است. این شیرینی از نشاسته برنج گلوتینوس پخته شده تهیه می‌شود، که در طی فرایند تخمیر از آنزیم‌های آبکافت کشت می‌شود. به‌طور سنتی، آن را به‌طور طبیعی در طول سالها در jangdok (خاک رس) در یک سکوی سنگی بلند، به نام jangdokdae، در حیاط خلوت تخمیر می شود.
جشنواره سونگانگ گچوجانگ همه ساله در دهکده گوچوجان در استان سانچانگ در استان جئولابوک-دو برگزار می‌شود. در سال ۲۰۱۸، جشنواره سونگانگ گچوجانگ در ماه اکتبر برگزار شد.

## تاریخ
اسناد قدیمی گوچوجانگ در کتاب کره ای ۱۴۳۳ مجموعه ای از داروهای بومی کره ای یافت می‌شود. همچنین در یک دائرةالمعارف پزشکی ۱۴۴۵ به نام Compendia از نسخه‌های پزشکی ذکر شده‌است.
فلفل‌های چیلی، که منشأ آن قاره آمریکا است، در اوایل قرن شانزدهم توسط تاجران پرتغالی به آسیای شرقی آورده شدند. اولین ذکر نام فلفل تند در کره در مجموعه مقالات جیبونگ ، منتشر شده در سال ۱۶۱۴ یافت می‌شود. مدیریت مزرعه، کتابی از حدود ۱۷۰۰، در مورد روش‌های کشت فلفل‌های چیلی بحث کرده‌است.

## عناصر

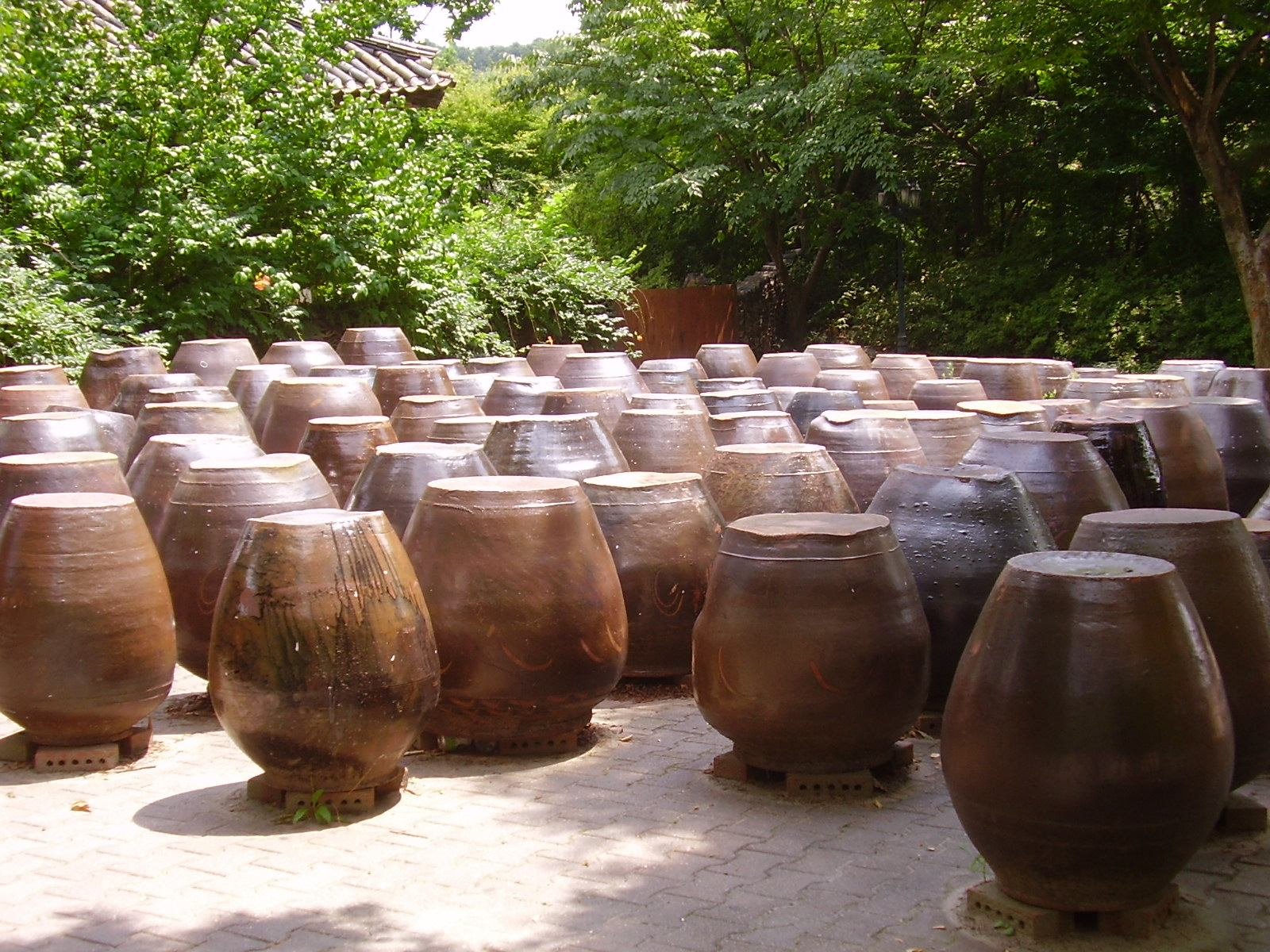
کوزه‌های سنتی که برای تخمیر گوچوجانگ استفاده می‌شود.

ترکیبات اصلی گوچوجانگ شامل پودر فلفل قرمز، پودر برنج چسبناک، پودر سویا تخمیر شده و نمک است. فلفل دلمه ای کره ای، از گونه‌های فلفل آنوم، تند و در عین حال شیرین است که آنها را برای تولید گوچوجانگ ایده‌آل می‌کند.
در دستور العمل‌های دیگر از برنج لعاب دار (chapssal , کره‌ای: 찹쌀)، برنج دانه کوتاه معمولی (mepssal , کره‌ای: 멥쌀)، یا جو، و دانه‌های کامل گندم، عناب، کدو تنبل و سیب زمینی شیرین نیز استفاده می‌شود. این مواد برای ایجاد تغییرات خاص مورد استفاده قرار می‌گیرند. مقدار کمی شیرین کننده مانند شکر، شربت یا عسل نیز گاهی اضافه می‌شود. محصول نهایی یک خمیر تیره و مایل به قرمز است که دارای طعمی غنی و دلپذیر است.
تولید محصولات تجاری گوچوجانگ در اوایل دهه ۱۹۷۰ وارد بازار انبوه شد. اکنون اکثر کره ای‌ها گوچوجانگ را در فروشگاه‌های مواد غذایی یا بازارها خریداری می‌کنند. این ماده هنوز هم در پخت‌وپز کره ای به‌طور گسترده‌ای برای طعم دادن خورش (jjigae) استفاده می‌شود.

## واحد خوش طعم گوچوجانگ
واحد خوش طعم گوچوجانگ (GHU) واحدی برای اندازه‌گیری تندی (گرمای تند) گوچوجانگ است که براساس کروماتوگرافی گازی و کروماتوگرافی مایع با کارایی بالا غلظت کپسایسین و دی هیدروکپسایسین ساخته شده‌است.
محصولات گوچوجانگ به پنج سطح اختصاص داده شده‌است: ملایم داغ، کمی گرم، متوسط گرم، بسیار داغ و شدید.
| فوق‌العاده داغ | > ۱۰۰  |
| خیلی داغ      | ۷۵–۱۰۰ |
| متوسط گرم     | ۴۵–۷۵  |
| کمی گرم       | ۳۰–۴۵  |
| ملایم داغ     | <۳۰    |

## موارد استفاده
گوچوجانگ در غذاهای مختلف استفاده می‌شود مانند bibimbap و تئوکبوکی و در سالاد، خورش، سوپ و غذاهای گوشت خوابانده می‌شود.